# Миш Базил, велики детектив
Миш Базил, велики детектив (енгл. The Great Mouse Detective) је амерички анимирани филм из 1986. године. Ово је 26. дугометражни анимирани филм рађен у продукцији компаније Волт Дизни.
Српску синхронизацију филма је 2007. године радио студио Лаудворкс за РТС. Филм је имао премијеру 30. децембра 2007. године на каналу РТС 1. Песме нису синхронизоване.

## Радња
Током 1897, у Лондону, у малој мишјој продавници играчака, Оливија Флавершем слави рођендан са својим оцем, творцем играчака. Изненада усред ноћи, слепи миш са дрвеном ногом и сломљеним крилом покушава да провали врата продавнице. Оливијин отац скрива Оливију у ормарић сточића, секунд пре него што слепи миш упада кроз прозор. Оливија чује ломњаву и кроз вратанца види слепог миша како бије њеног оца, и киднапује га.
Баш у то време, доктор Дејвид Кју Досон, хирург у пуку њеног височанства се враћа из службе у Авганистану. Досон чује јецаје и открива Оливију која га моли за помоћ да нађе Базила, мишјег дететкива. Њих двоје одлазе код Базила и упознају се са ексцентричним детективом. 
Базил је прво незаинтересован за случај, али када Оливија помене слепог миша са дрвеном ногом, Базил открива да је то Фиџет, слуга злог професора Пацовњака, краља криминала. 
Док Базил прича причу у канализацији, Оливијин отац у заробљеништву прави неку врсту робота за злог Пацовњака. Када га Пацовњак упита да ли је поносан што учествује у тако генијалном плану, Оливијин отац побесни, квари робота и говори Пацовњаку како неће да учествује у том злу. Пацовњак му онда прети Оливијиним животом. Потом зли Пацовњак излази из ћелије и одлази да да листу потрепштина Фиџету, а потом одлази на своју забаву, где својим сарадницима, криминалцима саопштава свој план уз песму о себи. 
Базил и остали разматрају случај, све док се Фиџет не појављује на прозору. Оливија вришти, али Базил и Досон јуре за њим, међутим, побегне им. Базил потом са осталима одлази по Тобија, пса Шерлока Холмса. Њих четворо трагају за Фиџетом, и долазе до људске продавнице играчака, где зликовац краде механизме од играчака и униформе војника играчака. 
Фиџет пошто је добио задатак, мами Оливију и хвата је. Настаје јурњава, у којој Фиџет некако успева да побегне Базилу. Међутим, изгубио је Пацовњакову листу, коју Базил користи у својој лабораторији да му уђе у траг. 
Код Пацовњака, Оливија и њен отац су поново заједно, само да би их Пацовњак раздвојио уз претње Флавершаму да заврши свој рад ако неће да му ћерка буде повређена. Пацовњак потом проверава све што је Фиџет набавио, да би открио да је овај изгубио листу. Фиџет открива да га је Базил јурио, на шта Пацовњак добија напад беса, смирује се и даје Фиџета мачки, али схвата да може да ухвати Базила и ослобађа Фиџета. 
Базил и Досон долазе у крчму, где глуме морнаре. Они откривају Фиџета, током наступа Мис Кити, мишице плесачице и њених сестара. Досон бива надрогиран, и настаје туча, у којој Базил и Досон прате Фиџета, до Пацовњаковог склоништа, где упадају у заседу. Пацовњак их везује за Руби Голдерг машину смрти, и са Флавершемом везаним и Фиџетом и својим људима обученим у униформе краљевске страже, одлазе на Краљичину Дијаманску јубилеју. 
У Бакингемској палати, много мишева се окупило. Док се краљица спрема за своју Јубилеју, испред њених врата два стражара су лако савладана од стране Пацовњакових људи и Фиџета. Они уносе поклон, који је у ствари роботска верзија Краљице, а потом улази и Пацовњак, који наређује да ухапсе краљицу. 
За то време, Базил добија нервни слом јер га је Пацовњак поразио, али касније успева да се ослободи. Потом се налазе са Тобијем и јуре ка Палати. У Палати је пуно народа. Роботска реплика краљице (на којој је Оливијин отац радио) обавештава народ о свом новом мужу. Његови људи глуме стражу, а Фиџет носи праву краљицу ка Фелисији (Пацовњаковој мачки) на балкону. Робот потом објављује да је њен нови муж Пацовњак, на шта је народ згрожен. Фиџет је таман био спреман да баци краљицу мачки, али су Базил, Досон и Оливија улетели и осујетили га. 
За то време Пацовњак чита народу своје нове планове који укључују порез на децу, сиромашне и болесне. Док се Пацовњак смеје лудачки, Базил и остали су иза бине савладали двојицу његових стражара и везали их са Фиџетом. Базил потом преко робота објављује да је Пацовњак варалица и уништава робота. Руља је бесна и нападају Пацовњака. Настаје борба у палати између народа и Пацовњакових стражара у којој народ поражава стражаре.
Базил, Досон, Флавершем, Краљица и пар мишева хватају Пацовњака, али се он ослобађа. Фиџет се такође ослобађа, хвата Оливију и они беже Пацовњаковом дирижаблом. Базил, Досон и Флавершам их јуре у имрповизованој летелици, направљеној од балона и заставе Уједињеног Краљевства. Настаје јурњава по целом Лондону. Фиџет који окреће педале дирижабла каже Пацовњаку да морају да се растерте, на шта Пацовњак баца Фиџета из дирижабла у Темзу. Пацовњак потом седа за педале, али услед недостатка кормилара упада у Биг Бен са Оливијом и Базилом.
У Биг Бену настаје борба на живот и смрт у којој Базил спашава Оливију, дајући је Досону и Флавершему. Пацовњак добија нревни слом, и од углађеног пацова, постаје луди пацов звер, хвата Базила и обојица падају на казаљке сата. Ту настаје борба у којој Пацовњак пада са Базилом у своју смрт, али срећом Базил се хвата за пропелер дирижабла и успева да се спаси. Краљица даје медаљу Базилу за његове услуге, а Флавершемови одлазе срећни на воз.

## Занимљивости
Сајт Тв Троп телевизијских идиома наводи да се радња филма одвија 20. и 21.Јуна 1897.

## Улоге
| Улога                 | Оригинални глас  | Српски глас             |
| --------------------- | ---------------- | ----------------------- |
| Базил од Улице Бејкер | Бари Ингам       | Бранислав Зеремски      |
| Професор Пацовњак     | Винсент Прајс    | Бојан Жировић           |
| Др Дејвид Кју Досон   | Вал Бетин        | Бранко Јеринић          |
| Оливија Флавершем     | Сузан Полатшек   | Јелена Ђорђевић Поповић |
| Фиџет                 | Кенди Кандино    | Срђан Јовановић         |
| Господин Флавершем    | Алан Јанг        | Срђан Јовановић         |
| Госпођа Џадсон        | Дајана Чензи     | Јелена Ђорђевић Поповић |
| Мишија краљица        | Ив Бренер        | Весна Станковић         |
| Мис Кити              | Мелиса Манчестер | песме нису синх.        |
| Бартоломју            | Бари Ингам       | Срђан Јовановић         |
| Госпођица мишица      | Шени Валис       | Весна Станковић         |
| Конобарица            | Елен Фици        | Весна Станковић         |
| Шерлок Холмс          | Базил Ратбон     | Бојан Жировић           |
| Др Вотсон             | Лори Мајн        | Бојан Жировић           |